# Salvador de Sousa de Brito
Salvador de Sousa de Brito (Ilha Grande) foi capitão-mor da Ilha de Santa Catarina, onde recebeu sesmarias em 1711, estabelecendo residência com sua família.
Casou com Teodósia Rodrigues Velha, natural de São Francisco do Sul.